# 13177 Hansschmidt
13177 Hansschmidt (1996 HS11) là một tiểu hành tinh vành đai chính được phát hiện ngày 17 tháng 4 năm 1996 bởi E. W. Elst ở Đài thiên văn Nam Âu.